# Medal Pamiątkowy 13 marca 1938
Medal Pamiątkowy 13 marca 1938 (niem. Medaille zur Erinnerung an den 13. März 1938, używano także nazwy Ostmark-Medaille i Anschluss-Medaille) – niemieckie odznaczenie państwowe nadawane za udział w zajęciu Austrii 13 marca 1938 roku.

## Historia
Odznaczenie zostało ustanowione przez Adolfa Hitlera 1 maja 1938 roku dla wyróżnienia uczestników zajęcia w dniu 13 marca 1938 roku przez wojska niemieckie Austrii i włączenia jej w skład Niemiec.
Medal posiadał jeden stopień.

## Zasady nadawania
Medal nadawany był wszystkim osobom uczestniczącym w działaniach, które przyczyniły się do zajęcia Austrii. Medal nadawano żołnierzom Wehrmachtu, członkom oddziałów SS, NSDAP, SA oraz urzędnikom, którzy uczestniczyli w tych działaniach. Medal był także nadawany obywatelom austriackim, którzy wspomagali działania niemieckie.
W dniu 13 grudnia 1940 roku nadawanie medalu zostało zakończone. Łącznie nadano 318 689 medali.

## Opis odznaki
Medal wykonywany miał być wg pierwotnych założeń (z maja 1938) w kolorze brązowym, na awersie przedstawiona miała być głowa Hitlera oraz napis „Ein Volk, ein Reich, ein Führer”, zaś na rewersie orzeł i data „13. März 1938”; wstążka w ciemnoczerwono-czarne pasy. Medali w tej postaci najprawdopodobniej w ogóle jednak nie nadawano, natomiast zarządzeniem Hitlera w dniu 27 sierpnia 1938 wygląd medalu został gruntownie zmieniony.
Odznaką medalu jest okrągły medal o średnicy 32 mm wykonany z jasnego brązu w kolorze matowo-srebrnym.
Na awersie medalu znajdują się postacie dwóch mężczyzn stojących na postumencie. Mężczyzna w głębi trzyma flagę III Rzeszy, a mężczyzna na pierwszym planie ma na ręku zerwane kajdany. Na tle postumentu znajduje się godło III Rzeszy, orzeł cesarski z rozpostartymi skrzydłami trzymający w szponach wieniec, wewnątrz którego znajduje się swastyka.
Na rewersie wzdłuż krawędzi znajduje się napis „Ein Volk, ein Reich, ein Führer” (pol. Jeden naród, jedno państwo, jeden wódz), a między jego poszczególnymi fragmentami znajdują się swastyki. W środkowej części medalu jest napis „13. März 1938” (pol. 13 marca 1938).
Medal zawieszony jest na wstążce o szerokości 31 mm koloru czerwonego, po bokach są wąskie pasy: biały, czarny, biały.